# Caçapava do Sul
Caçapava do Sul é um município do estado do Rio Grande do Sul, no Brasil. Segundo o Instituto Brasileiro de Geografia e Estatística - IBGE, Caçapava do Sul é um dos municípios mais antigos do Rio Grande do Sul, de clima excelente e estações climáticas bem definidas, com 440 metros de altitude média. Seu território está situado na chamada Zona da Campanha, com extensas jazidas de minérios de cobre, cal e caulim. Em sua configuração topográfica observam-se campos majestosos e serras imponentes, com terras escuras e solo silicioso, prestando-se de maneira admirável à criação de gado e à agricultura. Parece ter nascido de um aldeamento de índios que habitava uma clareira no local onde hoje está a cidade e que mais tarde passou a ser povoado. No tupi-guarani, o nome da cidade significa “clareira na mata”.
O território do atual município foi desmembrado dos de Rio Pardo e Cachoeira do Sul. Nas lutas que ensangüentaram o Continente de São Pedro (como era conhecido o Rio Grande do Sul na época), entre portugueses e espanhóis, nos séculos XVII, XVIII e princípios do XIX, o território de Caçapava foi trilhado pelas forças de Castela e Portugal. O início de povoamento de Caçapava começou em terras do capitão Francisco de Oliveira Pôrto, adquiridas a 30 de janeiro de 1792 de Vicente Venceslau Gomes de Carvalho.
Nos arredores estabeleceram-se os seguintes povoadores: Antônio dos Santos Menezes, capitão Alexandre de Souza Pereira, Antônio de Azevedo Saldanha, Antônio de Araújo e Pedro José de Melo. Em 5 de julho de 1800, sob o orago de Nossa Senhora da Assunção, foi criada uma capela curada. A incipiente povoação logrou, a seguir, um progresso bastante acentuado, colimando pela resolução de 25 de outubro de 1831, em sua elevação à categoria de vila. Em 19 de janeiro de 1834 deu-se a instalação do município.E, finalmente, a 9 de dezembro de 1885, foi a vila de Caçapava elevada à categoria de cidade.

## Etimologia
O topônimo "Caçapava" se originou do tupi antigo ka'asababa, que significa "lugar de atravessar a mata" (ka'a, "mata" + asab, "atravessar" + aba, "lugar").

## História
Até o século XVIII, o território atualmente ocupado pelo município de Caçapava do Sul era habitado pelos índios charruas. Nessa época, no lugar de uma aldeia charrua localizada numa clareira da floresta, foi criado um acampamento militar. Em 1777, esse acampamento militar passou a ser denominado "Paragem de Cassapava", em 1800 a pedido dos moradores, que clamavam por atendimento religioso Caçapava passou a ser curato, e como Padroeira do mesmo Nossa Senhora da Assunção, assim passando a ser chamada de Curato de Nossa Senhora da Assumpção de Cassapaba. No sangue dos caçapavanos, corre uma veia histórica e repleta de lutas. Localizada num ponto chave entre as batalhas que se sucederam no Rio Grande do Sul, Caçapava do Sul notabilizou-se na luta por seus ideais de liberdade e justiça. Pela bravura de seus habitantes, conquistou o título de 2ª Capital Farroupilha de 1839 a 1840. O povoado foi elevado à categoria de Vila ao se emancipar em 25 de outubro de 1831 e tornou-se Cidade em 9 de dezembro de 1885.
Em 1848, a pedido do Barão de Caçapava (então presidente da província de São Pedro do Rio Grande do Sul) e por ordens do Dom Pedro II, então Imperador do Brasil, foram construídas, em Caçapava, fortificações para a guerra contra Oribe e Rosas (tais fortificações nunca foram utilizadas). Caçapava foi escolhida devido à sua localização privilegiada. Em 1865, entre aproximadamente 12 e 17 de agosto, passou, por Caçapava, o Imperador brasileiro Dom Pedro II a fim de recrutar voluntários da pátria para a Guerra do Paraguai (1864-1870). Para mostrar desenvolvimento, o Barão do Cerro Formoso mandou calçar a estrada por onde passou dom Pedro II e sua comitiva. Foram dias inolvidáveis para a "deliciosa Caçapava", como a chamou o Augusto Imperador.
Caçapava do Sul também foi considerada, entre as décadas de 1940 e 1990, durante o auge da mineração de cobre na região, a "Capital Brasileira do Cobre".

## Cidades Irmãs
Caçapava do Sul possui apenas uma cidade irmã, que é a sua homônima: Caçapava, no estado de São Paulo.

## Geografia
Localiza-se a uma latitude 30º30'44" sul e a uma longitude 53º29'29" oeste, estando a uma altitude de 444 metros. Possui uma área de 3.047,113 quilômetros quadrados e sua população, de acordo com o senso de 2022, é de 32.515 habitantes. É um município que conta com as águas do Rio Camaquã, Santa Bárbara e Irapuá.

### Clima
Na madrugada do dia 23 de julho de 2013, registrou-se a queda de neve no município, após 30 anos sem ocorrência do fenômeno. O último registro oficial de neve na cidade teria sido em 1983. Existem, porém, relatos verbais de testemunhas acerca de ocorrência de neve em 1994.
Segundo dados do Instituto Nacional de Meteorologia (INMET), referentes ao período de janeiro de 1961 a setembro de 1975 e a partir de junho de 2007, a menor temperatura registrada em Caçapava do Sul foi de −2,4 °C em 13 de junho de 1967 e a maior atingiu 38,1 °C em 9 de fevereiro de 1968. Durante as enchentes ocorridas no Estado do Rio Grande do Sul entre o final de abril e o início de maio de 2024 o município registrou, num intervalo de três dias, um acumulado de 331 mm de precipitação chuvosa. O maior acumulado de precipitação em 24 horas chegou a 138,6 milímetros (mm) em 23 de dezembro de 2015. Outros grandes acumulados iguais ou superiores a 100 mm foram: 135 mm em 20 de fevereiro de 2009, 131,2 mm em 18 de setembro de 2012, 123,2 mm em 26 de março de 2016, 109,8 mm em 11 de novembro de 2013, 103,8 mm em 19 de dezembro de 1966, 102,7 mm em 2 de maio de 1973 e 100 mm em 9 de fevereiro de 2011. Desde 2007 a rajada de vento mais forte alcançou 34,8 m/s (125,3 km/h) em 4 de fevereiro de 2014 e o menor índice de umidade relativa do ar (URA) ocorreu na tarde de 21 de dezembro de 2011, de 13%.
| Dados climatológicos para Caçapava do Sul | Dados climatológicos para Caçapava do Sul | Dados climatológicos para Caçapava do Sul | Dados climatológicos para Caçapava do Sul | Dados climatológicos para Caçapava do Sul | Dados climatológicos para Caçapava do Sul | Dados climatológicos para Caçapava do Sul | Dados climatológicos para Caçapava do Sul | Dados climatológicos para Caçapava do Sul | Dados climatológicos para Caçapava do Sul | Dados climatológicos para Caçapava do Sul | Dados climatológicos para Caçapava do Sul | Dados climatológicos para Caçapava do Sul | Dados climatológicos para Caçapava do Sul |
| Mês | Jan                                       | Fev                                       | Mar                                       | Abr                                       | Mai                                       | Jun                                       | Jul                                       | Ago                                       | Set                                       | Out                                       | Nov                                       | Dez                                       | Ano                                       |
| --- | ----------------------------------------- | ----------------------------------------- | ----------------------------------------- | ----------------------------------------- | ----------------------------------------- | ----------------------------------------- | ----------------------------------------- | ----------------------------------------- | ----------------------------------------- | ----------------------------------------- | ----------------------------------------- | ----------------------------------------- | ----------------------------------------- |
| Temperatura máxima recorde (°C) | 37,4                                      | 38,1                                      | 36,7                                      | 33,2                                      | 28,4                                      | 27,5                                      | 27,1                                      | 29,9                                      | 30,8                                      | 33,9                                      | 34,3                                      | 37,5                                      | 38,1                                      |
| Temperatura máxima média (°C) | 28,5                                      | 28,1                                      | 26,5                                      | 23,3                                      | 19,1                                      | 17,3                                      | 16,6                                      | 18,8                                      | 20,1                                      | 22,5                                      | 25,0                                      | 27,6                                      | 22,8                                      |
| Temperatura média (°C) | 23,5                                      | 23,3                                      | 21,8                                      | 18,7                                      | 15,0                                      | 12,9                                      | 12,0                                      | 13,7                                      | 15,2                                      | 17,7                                      | 19,8                                      | 22,4                                      | 18,0                                      |
| Temperatura mínima média (°C) | 19,0                                      | 19,0                                      | 17,6                                      | 14,7                                      | 11,4                                      | 9,3                                       | 8,2                                       | 9,4                                       | 10,9                                      | 13,3                                      | 14,9                                      | 17,3                                      | 13,7                                      |
| Temperatura mínima recorde (°C) | 9                                         | 7,6                                       | 3,5                                       | 3,1                                       | −0,5                                      | −2,4                                      | −2                                        | −1,7                                      | −0,5                                      | 0,4                                       | 4,2                                       | 5                                         | −2,4                                      |
| Precipitação (mm) | 156,7                                     | 157,8                                     | 134                                       | 177,6                                     | 141,5                                     | 127,1                                     | 148,4                                     | 104,3                                     | 163,6                                     | 153,6                                     | 132,5                                     | 130,3                                     | 1 727,4                                   |
| Fontes: Climate-Data (médias de temperatura), EMBRAPA/FEPAGRO (médias de precipitação: 1976-2005) e INMET (recordes de temperatura: 01/01/1961 a 30/09/1975 e 22/06/2006-presente) |                                           |                                           |                                           |                                           |                                           |                                           |                                           |                                           |                                           |                                           |                                           |                                           |                                           |

## Economia
A economia é basicamente sustentada pelos setores de mineração, agricultura e pecuária. É responsável por 80% do calcário produzido no Rio Grande do Sul e atualmente, conta com 7 indústrias de calcario: Fida, Dagoberto Barcellos (DB), Monego, Inducal, Cruzeiro/Sangali, Razzera e Calcario Mudador.
A Companhia Brasileira do Cobre - CBC, localizada nas Minas do Camaquã, no terceiro distrito do município, durante muitos anos foi a maior produtora de cobre do país. Foi fundada em 1942. Durante muitos anos, pertenceu ao italiano, naturalizado brasileiro, Francisco Baby Matarazzo Pignatari. Chegou a gerar 30% da arrecadação do município, mas encerrou as atividades de produção em 1996. Hoje, a empresa desenvolve, em parceria com o Grupo Votorantim, pesquisas minerais nas áreas de chumbo, zinco, cobre e ouro. A previsão é de que, num futuro próximo, retomem às atividades mineiras nas Minas do Camaquã, na região da Fazenda Santa Maria, alavancando, assim, o progresso nesta região.
Na agricultura, Caçapava do Sul está se destacando como um dos municípios com maior área plantada de oliveiras no Sul do Brasil, possuindo, inclusive, uma indústria de beneficiamento de azeite de oliva localizada na Vila Progresso, na rodovia BR-290.

## Educação

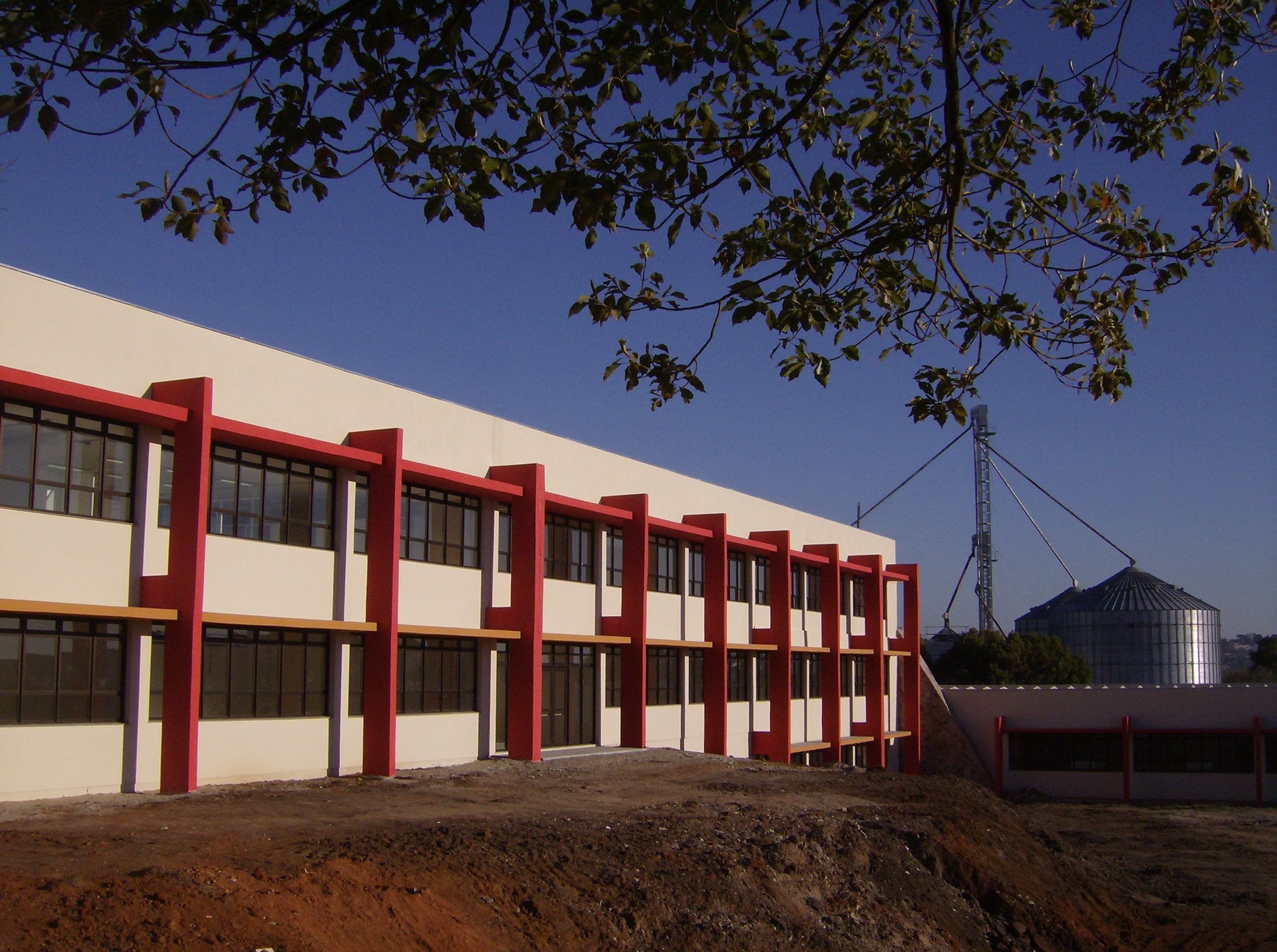
Campus de Caçapava do Sul da Universidade Federal do Pampa.

Caçapava do Sul possui Quatro unidades de ensino superior de maior relevância. São elas: Universidade Federal do Pampa (UNIPAMPA),  IFFAR (Instituto Federal Farroupilha) - sendo implantado, Centro Universitário Internacional (UNINTER), Universidade Cruzeiro do Sul (FSG) e Universidade Pitágoras (UNOPAR).

## Geodiversidade

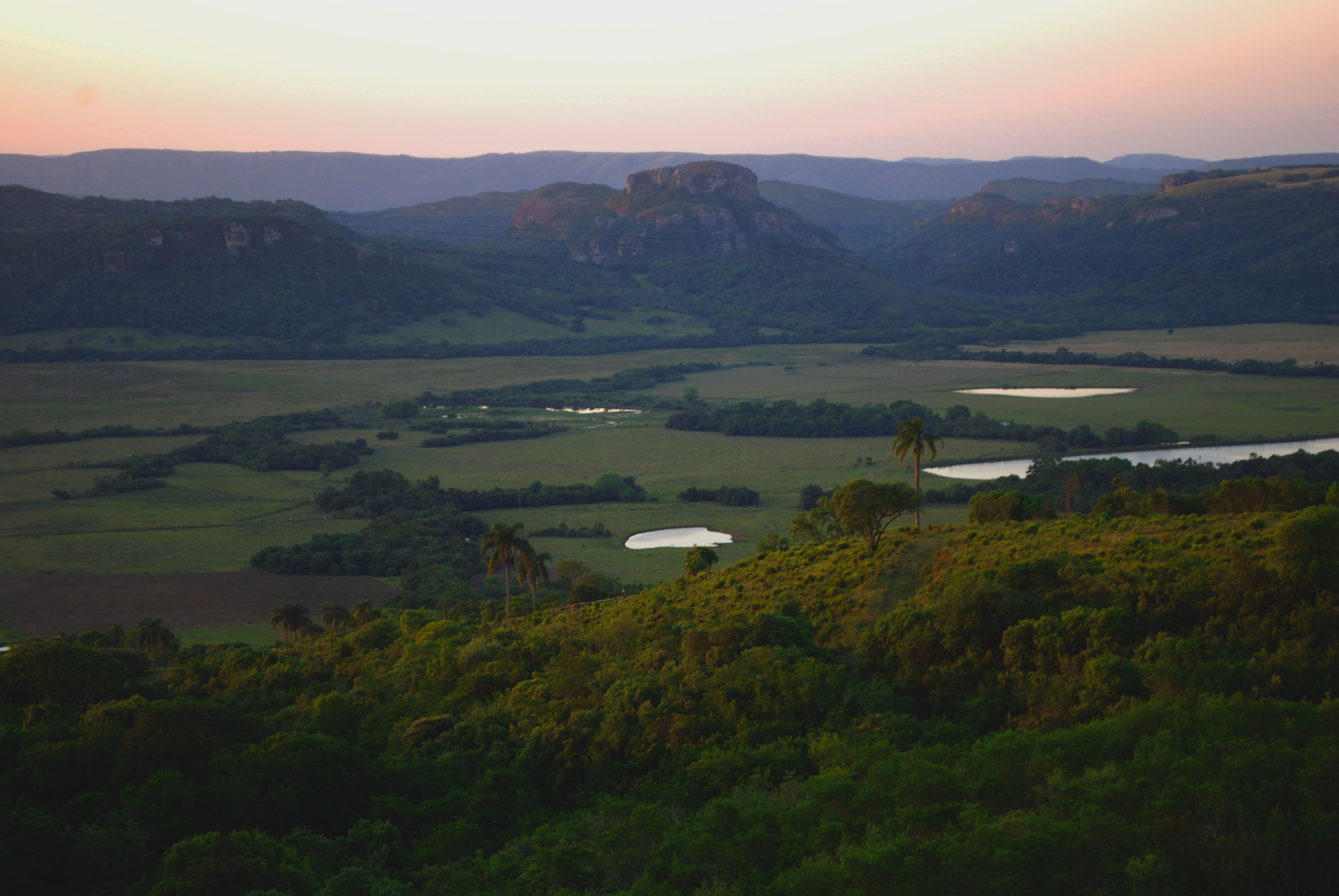
Vale de Santa Bárbara - Caçapava do Sul

Considerando a geodiversidade no município, em 23 de junho de 2015, o Plenário da Assembleia Legislativa do Estado do RS aprovou por unanimidade o projeto de lei de autoria do Deputado Estadual Pedro Westphalen, que institui Caçapava do Sul como "Capital Gaúcha da Geodiversidade".
O Projeto de Lei nº 164/2014 declara:
Declara o Município de Caçapava do Sul como a Capital Gaúcha da Geodiversidade, e dá outras providências.
Art. 1º Fica atribuído ao Município de Caçapava do Sul, no Estado do Rio Grande do Sul, o título de "Capital Gaúcha da Geodiversidade”.
Conforme há destaque: 
Em seus pouco mais de 3 mil quilômetros quadrados de área, possui uma diversidade de contextos geológicos sem paralelo em escala estadual. Possui ocorrências de todos os principais tipos de rochas, estruturas,  mineralizações e feições resultantes dos processos terrestres. Tais atributos geológicos constituem o registro de uma evolução longa e complexa, que se iniciou há mais de 2 bilhões de anos. Além disso, no território do município há evidências de mares tropicais muito antigos e erupções vulcânicas de diferentes composições e estilos.
A excelência didática das exposições de rocha e das paisagens de Caçapava do Sul tem trazido a este município, nos últimos 50 anos, grupos numerosos de profissionais, pesquisadores, professores e estudantes de todas as geociências, não apenas das escolas gaúchas de geologia e geografia, mas também de outras regiões do Brasil, para adquirirem ou aperfeiçoarem seus conhecimentos; o município é uma perfeita “sala de aula ao ar livre” para o ensino das geociências em todas as suas vertentes.

### Geoparque
Em 2 de outubro de 2019, no auditório da Universidade Federal do Pampa, campus Caçapava do Sul, houve uma audiência pública aberta a comunidade para discutir os objetivos e propósitos de um geoparque no município.

Segundo informações da UFSM, o projeto, fruto de uma parceria entre UFSM e Unipampa, iniciou suas atividades de forma institucional a partir deste ano, e a audiência pública é parte de uma estratégia de sensibilização, que visa popularizar a ideia e demonstrar a amplitude que um geoparque abrange.
Na ocasião, além da explanação e esclarecimentos de dúvidas, foi lançado o projeto de Centro Interpretativo para o município – O Centro Interpretativo em questão servirá ao propósito de manter viva a memória do passado da cidade de Caçapava do Sul e seu patrimônio cultural; substituindo o prédio do antigo Clube Recreativo 1º de Maio por uma edificação que representará um ponto de preservação da identidade local e de transmissão de conhecimento. Além disso, poderá ser um ponto de encontro para os turistas e também a origem das diversas opções de lazer da cidade.
O Geoparque Caçapava do Sul foi finalmente reconhecido pela UNESCO em 2023 (Geoparques Mundiais da UNESCO).

## Religião
De acordo com o censo de 2010 do Instituto Brasileiro de Geografia e Estatística, as quatro correntes religiosas predominantes em Caçapava são: o Catolicismo Romano, com 25.233 fiéis (74,9%); o Protestantismo, com 4.664 adeptos (13,8%); os Sem religião, com o contingente de 1.919 habitantes (5,7%); e o Espiritismo, com 1.274 adeptos (3,8%). As demais religiões somam 690 pessoas (1,8%). As principais festas religiosas que historicamente ocorrem são a Festa do Divino Espírito Santo, a maior de todas, e a Festa de Nossa Senhora da Assunção, padroeira do município. Também são tradicionais as procissões e caminhadas penitenciais, que são realizadas em diversas localidades ao logo do ano.

## Organização político-administrativa
O Município de Caçapava do Sul possui uma estrutura político-administrativa composta pelo Poder Executivo, chefiado por um Prefeito eleito por sufrágio universal, o qual é auxiliado diretamente por secretários municipais nomeados por ele, e pelo Poder Legislativo, institucionalizado pela Câmara Municipal de Caçapava do Sul, órgão colegiado de representação dos munícipes que é composto por vereadores também eleitos por sufrágio universal.
O hino municipal tem letra de Clara Haag Kipper e melodia de Victor Neves.

## Cultura
O município já sediou gravações de filmes e miniseries: como "Anahy de las Misiones" - 1997, do diretor Sérgio Silva - falecido em 15 de agosto de 2012, com o elenco: Araci Esteves, Marcos Palmeira, Dira Paes, Paulo José, Giovanna Gold, Fernando Alves Pinto, Matheus Nachtergaele, Claudio Gabriel, Ivo Cutzarida, Leverdógil de Freitas, Roberto Birindelli, Marcos Barretto e Oscar Simch.
"Valsa para Bruno Stein" - 2007, do diretor Paulo Nascimento, com o elenco: Walmor Chagas, Ingra Liberato (a qual ganhou o Kikito de melhor atriz em 2008), Araci Esteves, Carmen Silva, Nicola Siri, Fernanda Moro, Leonardo Machado, Marcos Verza, Sirmar Antunes, Clemente Viscaino, Yonara Karan e Sérgio Montavani.
Série "Animal", do canal GNT, com Edson Celulari como protagonista.
Atualmente, Caçapava do Sul é palco de outra gravação: o mais novo filme do diretor Tabajara Ruas, "Senhores da Guerra". Além de cenário do filme, Caçapava do Sul também é a terra do escritor José Antonio Severo, autor do livro de mesmo nome no qual o filme é inteiramente baseado.
Nas Minas do Camaquã (3º distrito de Caçapava do Sul), existe a Associação Projeto Portal, onde centenas de ufólogos do Rio Grande do Sul e de outros estados fazem, periodicamente, encontros ufológicos na região sob o comando do paulista Urandir Fernandes de Oliveira (UFO).

## Turismo
No município, há um famoso ponto turístico natural, chamado Pedra do Segredo, uma elevação natural que atrai montanhistas e turistas do estado e de diversas outras regiões do país.

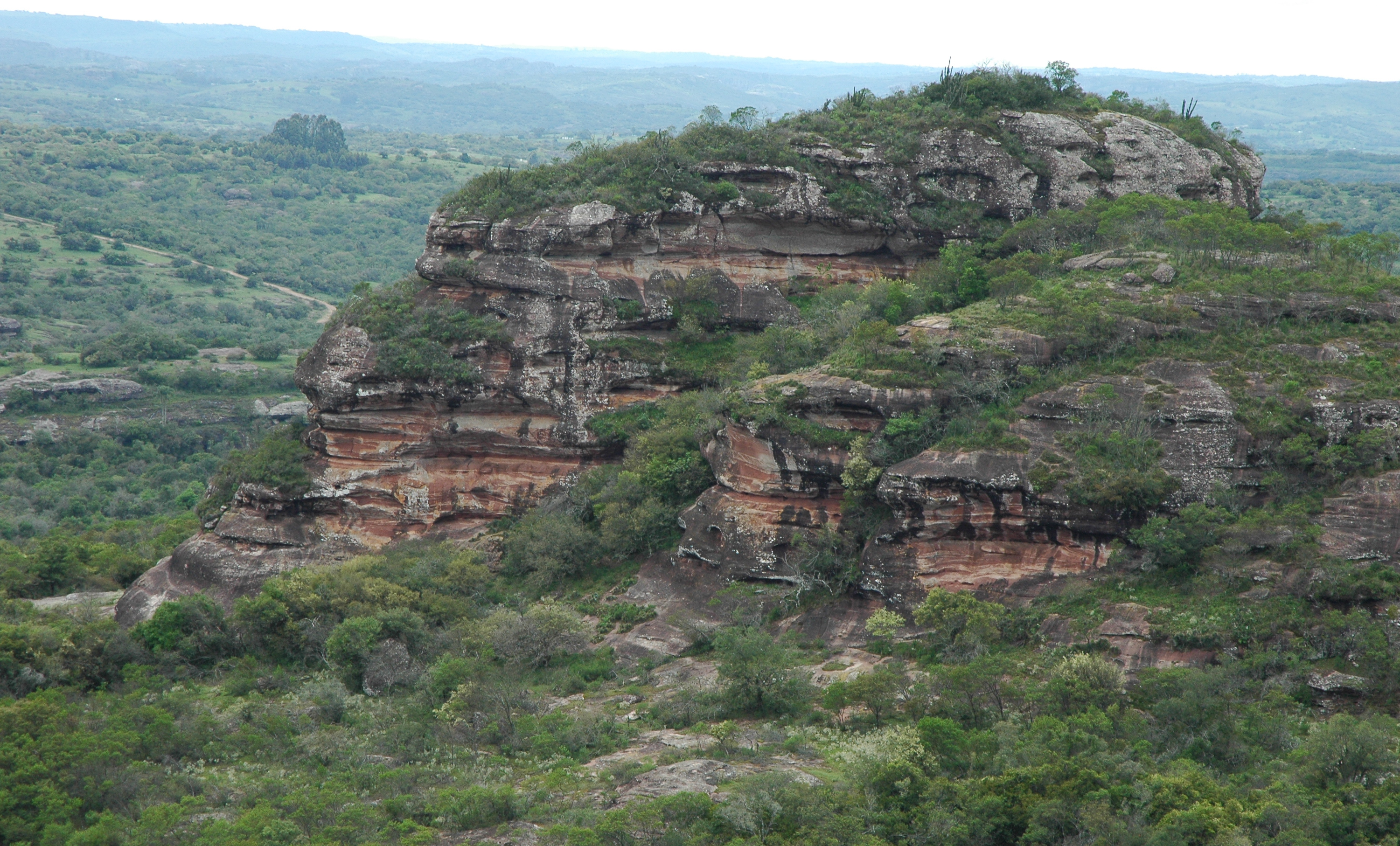
Guaritas

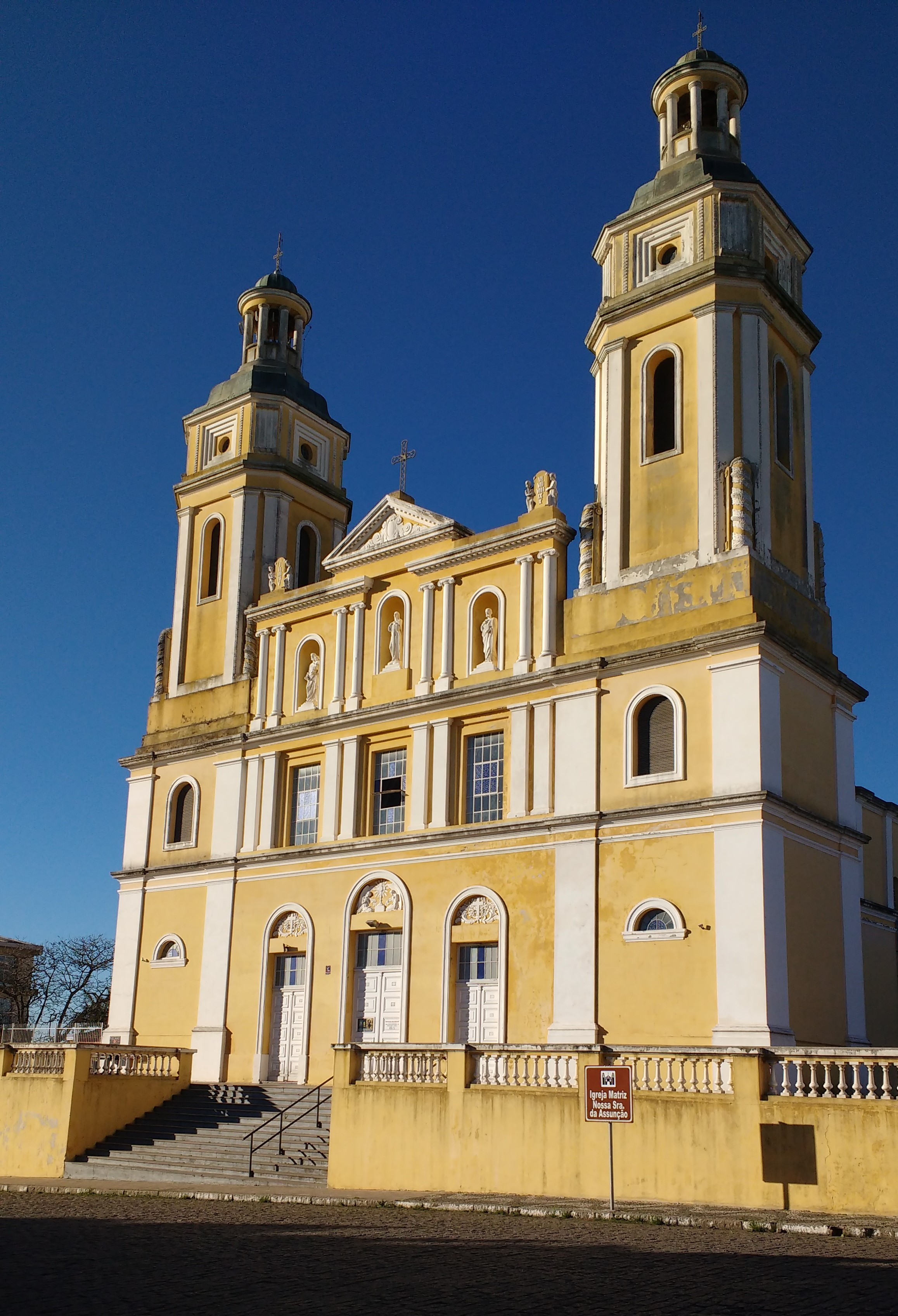
Igreja Matriz Nossa Senhora da Assunção

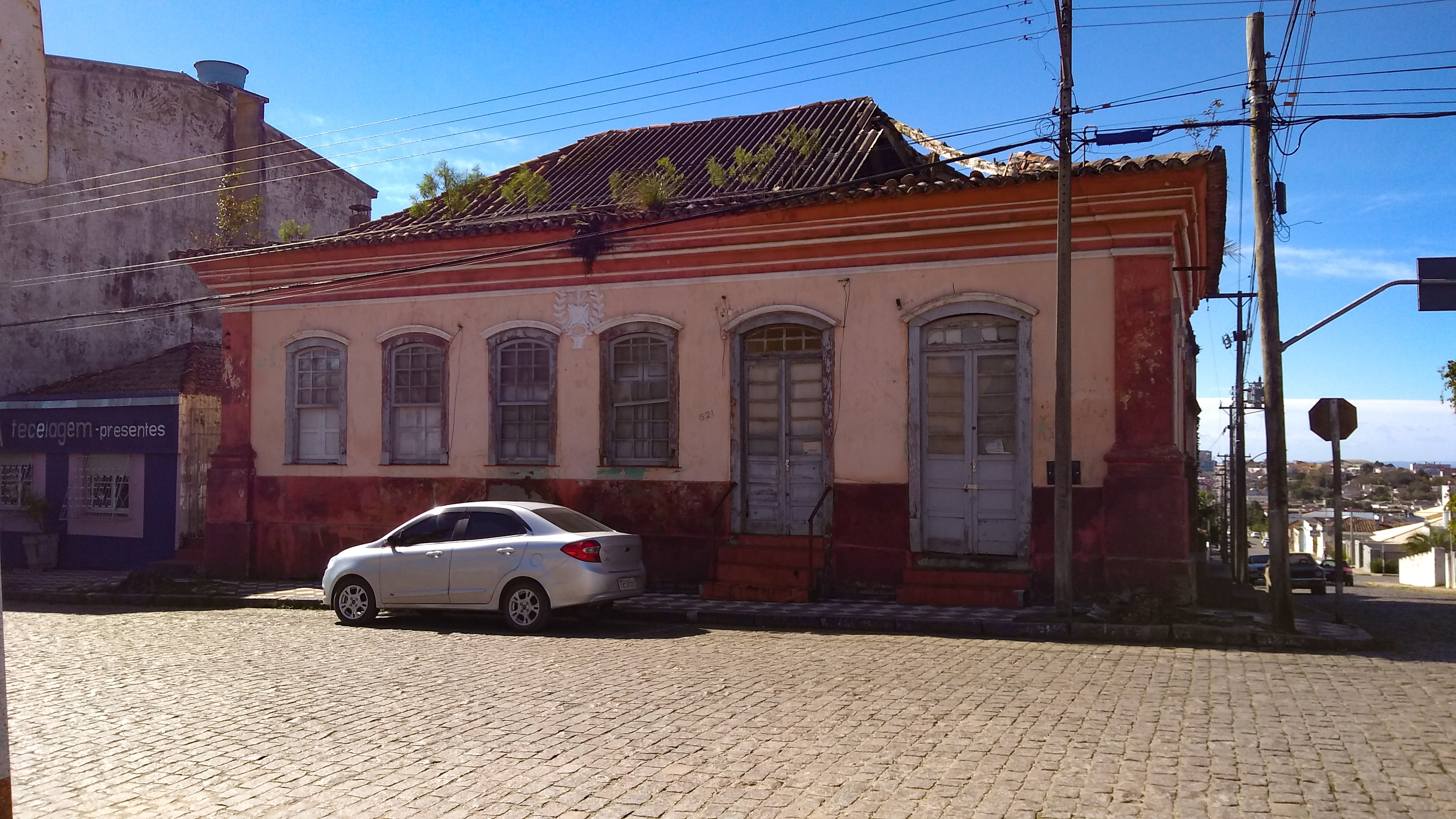
Casa dos Ministérios

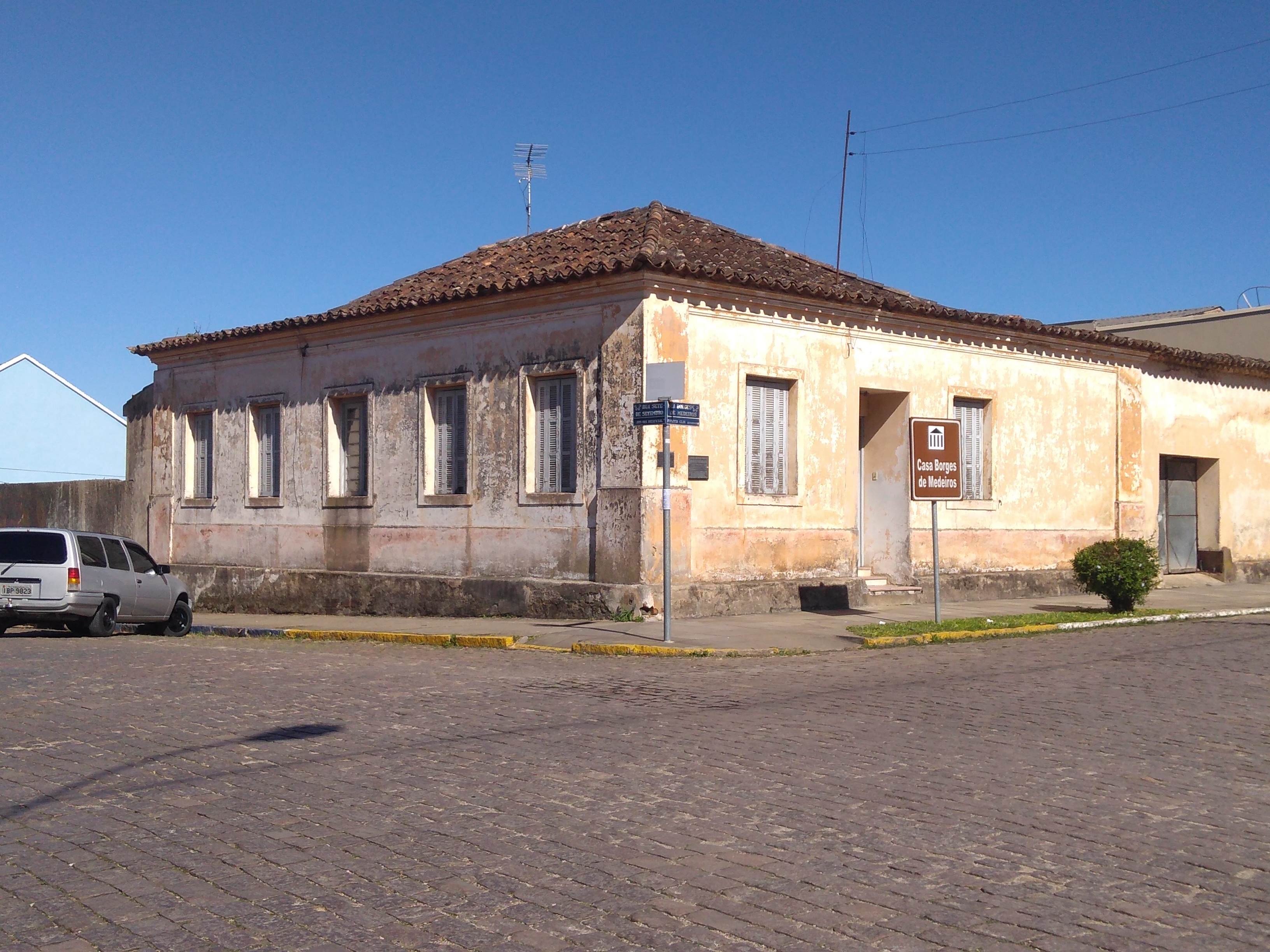
Casa de Borges de Medeiros

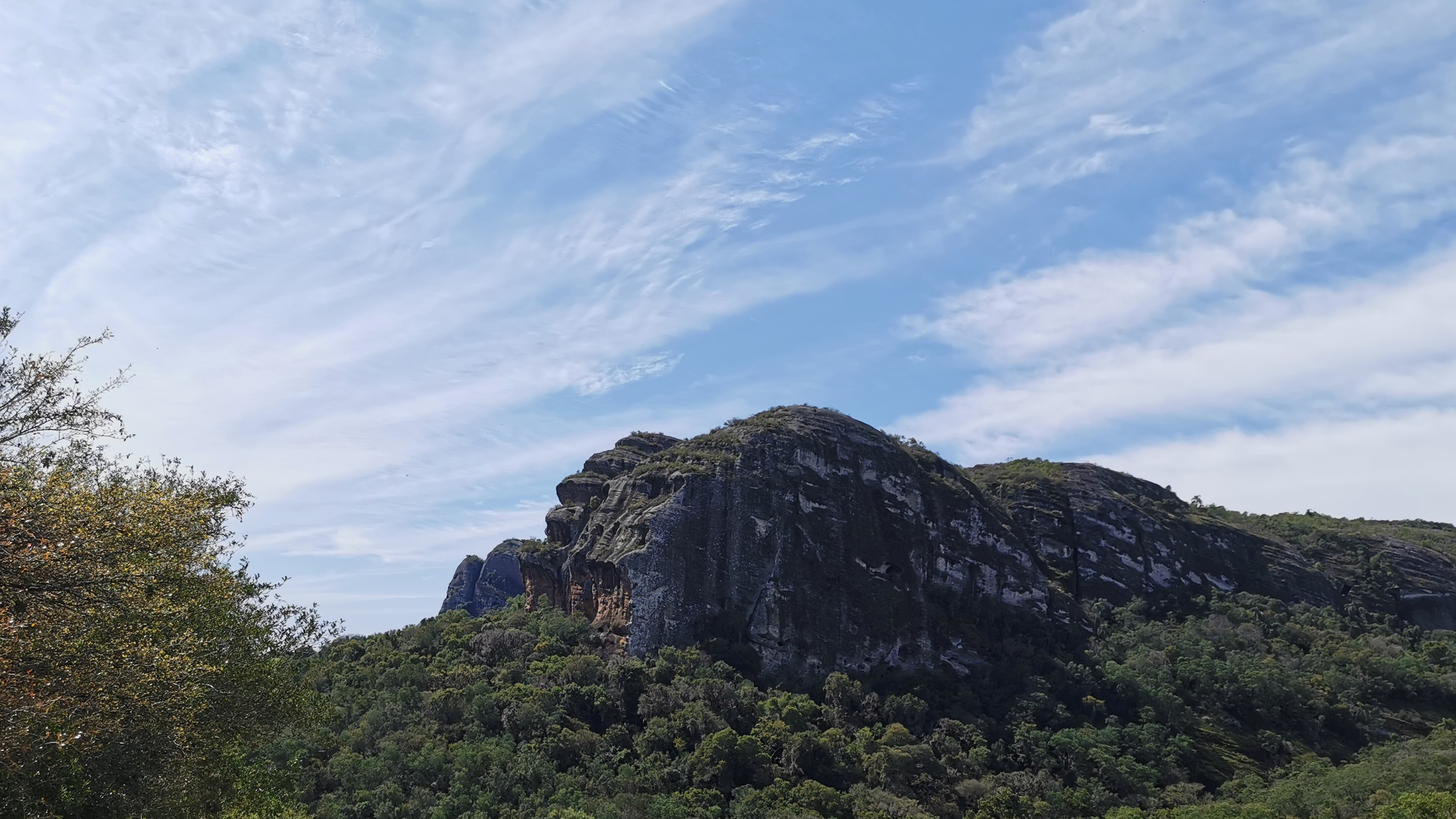
Parque Municipal da Pedra do Segredo

Os principais pontos turísticos incluem:
- Pedra do Segredo (a 5 quilômetros da cidade) - distante de Caçapava do Sul cerca de 5 quilômetros pela RS-357 (Caçapava do Sul - Lavras do Sul). É muito procurada por montanhistas e amantes da natureza.[21]
- Forte de Dom Pedro II de Caçapava (Rua principal) - localizado na região norte da cidade de Caçapava do Sul. As paredes de pedra e cal possuem a largura média de 1 metro e sua altura varia de 8 a 10 metros conforme sua colocação no nível do terreno. Possui a forma de um polígono hexagonal com um volume calculado em 18 824 metros cúbicos. A finalidade principal da construção do Forte Dom Pedro II era defender o atual Estado do Rio Grande do Sul de invasores: no caso de um insucesso militar, aqui seria recolhido o exército, fora do alcance da cavalaria inimiga.[21]
- Cascata do Salso (a 8 quilômetros do Centro de Caçapava do Sul) - Sua queda tem altura superior a 20 metros. Fica entre montes cobertos pela mata.
- Minas do Camaquã (a 70 quilômetros) - Pedra da Cruz, da Estrela, Casa de Pedra (atual Centro de Tradições Gaúchas Ronda Crioula), Antigo Clube dos Mineiros, Área Industrial e Barragem d'água
- Casa de Borges de Medeiros (local de seu nascimento) - Centro
- Casa dos Ministérios - Farrapos (Centro) - pertenceu a José Pinheiro de Ulhoa Cintra, jornalista e Ministro de diversas pastas da República Rio-Grandense. Nessa casa foram instalados os ministérios do Governo Republicano Rio-Grandense em 1839, período em que Caçapava do Sul foi Capital Farroupilha (2ª Capital). Prédio tombado pelo patrimônio Histórico (IPHAE), que infelizmente não tem dado muito apoio para sua preservação, face a burocracia existente.
- Igreja Matriz Nossa Senhora da Assunção (Centro) - Começou a ser construída em 15 de agosto de 1815 e só foi concluída em 1935, trazendo características de todo esse tempo. É uma das mais belas do Estado. A Igreja Matriz apresenta linhas portuguesas, telhas francesas e os zimbórios de suas torres foram confeccionados com cobre das Minas de Cobre de Caçapava do Sul (CBC).[21]Forte Dom Pedro II e Igreja Matriz N. S. da Assunção ao fundo

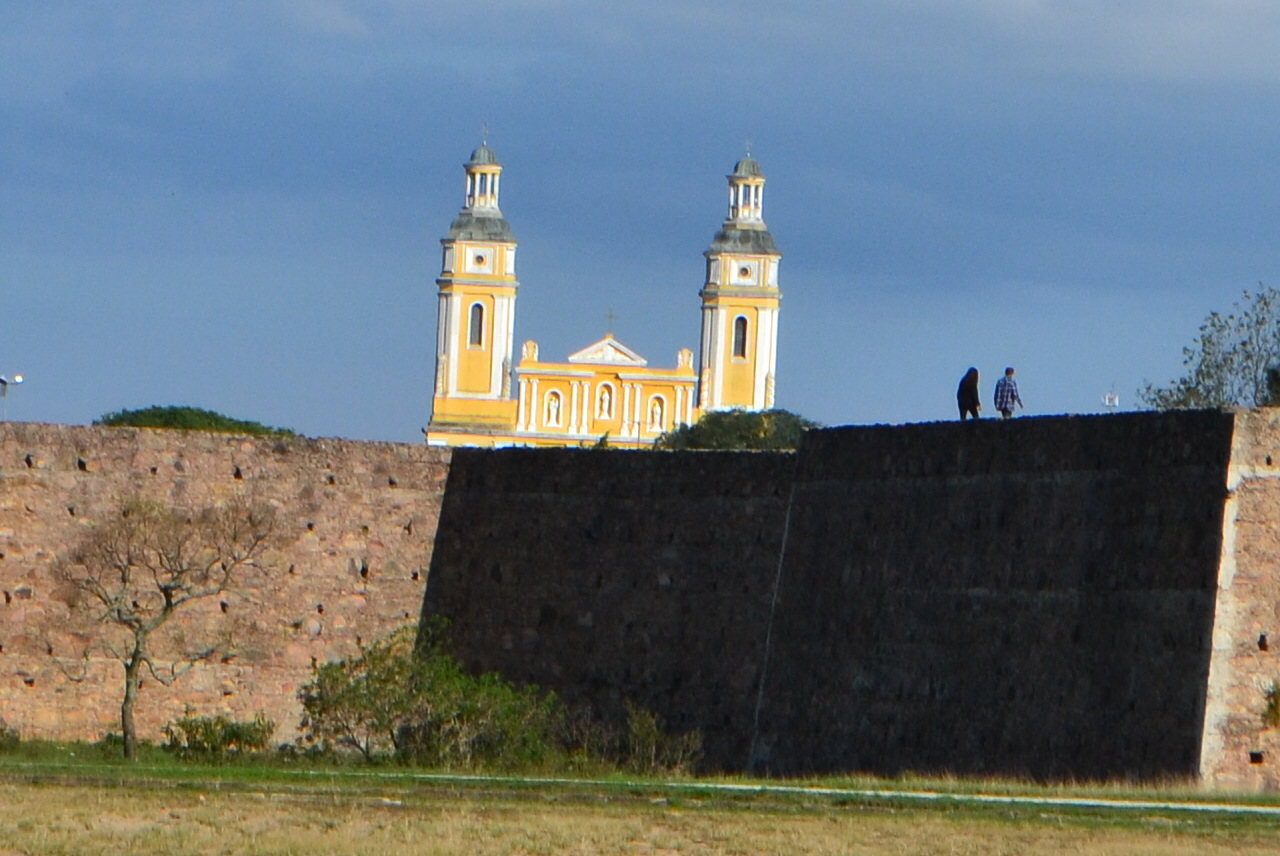
Forte Dom Pedro II e Igreja Matriz N. S. da Assunção ao fundo

- Guaritas (a 53 quilômetros da cidade) - distante 50 quilômetros da cidade, é uma cadeia de serras com vales profundos e pedras gigantescas, que formam desenhos curiosos.[21]
- Fonte do Conselheiro (Centro) - construída pelo Presidente da Província General Francisco João Soares de Andréia, Barão de Caçapava, que era chamado de Conselheiro por ter sido Conselheiro do Digníssimo Império do Perpétuo do Brasil. O nome da Fonte de Conselheiro foi dado em sua homenagem. A fonte abasteceu, na época, os construtores do Forte Dom Pedro II e da Igreja Matriz Nossa Senhora da Assunção. Localizada no Centro da cidade, na esquina da Praça da Matriz, é um monumento tradicional da história de Caçapava do Sul.
- Fonte do Mato (Centro) - está localizada na Rua 7 de Setembro. Foi uma das primeiras fontes a abastecer Caçapava do Sul com água potável.
- Passo das Carretas (a 50 quilômetros da cidade)
- Morro da Angélica (local ideal para salto de asa delta e paraglider. Um dos mais procurados no momento por esportistas radicais.

## Mídia

### Imprensa escrita
Atualmente, Caçapava do Sul possui dois jornais em circulação: Gazeta de Caçapava e Jornal do Pampa.
Radioamadores
Atualmente em Caçapava do sul possui cerca de 28 radioamadores entre homens e mulheres, possui tambem uma repetidora de vhf(147.120 +600) pertencente a ARCO

### Rádio
Atualmente, a cidade possui três emissoras de rádio: a Rádio Haragano FM (95.1 Mhz); Rádio Nova Era FM (87.9 Mhz) e a Rádio Portal FM (87.9 Mhz).

### Televisão
Caçapava do Sul possui cinco repetidoras de televisão.

## Filhos ilustres
Caçapava do Sul é a cidade natal:
- do ex-governador do Rio Grande do Sul, Antônio Augusto Borges de Medeiros (1863-1961);
- de Dom Antônio Cheuiche, bispo emérito de Porto Alegre (1927-2009);
- do futebolista Luís Carlos Melo Lopes (1954-2016), mais conhecido como Caçapava;
- do futebolista Jailson Marques Siqueira, ex-jogador do Guarani (Bagé / RS), Chapecoense (Chapecó / SC), Grêmio de Porto Alegre, Fenerbahçe (Istambul / Turquia), DalianPro (China), Palmeiras (São Paulo / SP) e atualmente no Celta de Vigo (Vigo / Espanha).
- do político e militar Olivério José Ortiz (1789-1869);
- do político Vicente José da Maia (1807-1869).
- do político Alcides José Saldanha (1937-2015), ex-ministro dos transportes e ex-senador da república